# Canton de Saint-Agrève
Le canton de Saint-Agrève est une ancienne division administrative française située dans le département de l'Ardèche et la région Rhône-Alpes.

## Géographie
Ce canton était organisé autour de Saint-Agrève dans l'arrondissement de Tournon-sur-Rhône. Son altitude variait de 473 mètres à Labatie-d'Andaure jusqu'à 1 212 mètres au sein du territoire communal de Devesset, pour une altitude moyenne de 980 mètres.

## Représentation

### Conseillers généraux de 1833 à 2015
| Période | Période      | Identité                                | Étiquette    | Qualité |
| ------- | ------------ | --------------------------------------- | ------------ | --- |
| 1833    | 1836         | Antoine Brunel-Moze                     |              | Propriétaire à Saint-Agrève |
| 1836    | 1842         | Antoine Bollon de Clavières (1807-1889) |              | Propriétaire et avocat, puis juge à Lamastre |
| 1842    | 1870         | François Casimir Cornut-Chauvinc        |              | Juge de paix du canton de Saint-Agrève |
| 1870    | 1880         | Siméon Comte Boissy d'Anglas            | Droite       | Propriétaire rentier à Désaignes |
| 1880    | 1898         | Emmanuel Mallet                         | Gauche       | Juge à Marseille puis à Aix-en-Provence |
| 1898    | 1905 (décès) | Albert Le Roy                           | Rad.         | Avocat et écrivain Député (1904-1905) |
| 1905    | 1928         | Isidore Cuminal                         | Rad.         | Chef de bureau à la Préfecture de la Seine, Journaliste Sénateur (1920-1938)                                                                      |
| 1928    | 1940         | Elie Cheynel                            | Rad.         | Médecin à Tournon Maire de Saint-Agrève, conseiller d'arrondissement                                                                              |
|         |              |                                         |              | |
| 1945    | 1964         | Elie Chareyron                          | SFIO         | Huissier Maire de Saint-Agrève, ancien conseiller d'arrondissement                                                                                |
| 1964    | 1976         | René Tourasse                           | RI           | Notaire à Saint-Agrève Ancien suppléant du député Louis Roche-Defrance (1958-1962)                                                                |
| 1976    | 1982         | Louis Herdt                             | PS           | Médecin Maire de Saint-Agrève |
| 1982    | 1988         | Roger Cheynel (1923-2017)               | DVD          | Principal de Collège, Saint-Agrève |
| 1988    | 2002         | Jacques Dondoux                         | DVG puis PRG | Ingénieur général des Télécommunications Maire de Saint-Agrève (1995-1997) - Député (1997) Secrétaire d'État (1997-1999)                          |
| 2002    | 2015         | Maurice Weiss                           | PRG          | Administrateur SIVU des inforoutes Maire de Saint-Agrève (2008-2020) Vice-Président du Conseil Général Élu en 2015 dans le canton de Haut-Eyrieux |

### Conseillers d'arrondissement (de 1833 à 1940)
| Période                                  | Période          | Identité                                       | Étiquette                | Qualité |
| ---------------------------------------- | ---------------- | ---------------------------------------------- | ------------------------ | --- |
| 1833                                     | 1843 (décès)     | Pierre Chaudier fils (1764-1843)               |                          | Notaire, expert-géomètre, maire de Saint-Agrève                                                             |
| 1843                                     |                  | M. Chaudier                                    |                          | Notaire, maire de Saint-Agrève                                                                              |
|                                          |                  |                                                |                          | |
|                                          | 1887 (démission) | Jean Élisée Charra                             |                          | Maire de Saint-Agrève                                                                                       |
| 1887                                     | 1907             | Ferdinand Chaudier (1849-1914)                 | Républicain opportuniste | Notaire, maire de Saint-Agrève                                                                              |
| 1907                                     | 1919             | Marius Mounier                                 | Radical                  | Maire de Saint-André-des-Effangeas                                                                          |
| 1919                                     | 1928             | Élie Cheynel                                   | Républicain              | Médecin à Tournon, maire de Saint-Agrève                                                                    |
| 1928                                     | 1937             | Henri Chaudier (1888-1970, fils de F.Chaudier) |                          | Notaire, maire de Saint-Agrève                                                                              |
| 1937                                     | 1940             | Élie Chareyron                                 | SFIO                     | Huissier à Saint-Agrève                                                                                     |
| 1940                                     |                  |                                                |                          | Les conseils d'arrondissement ont été suspendus par la loi du 12 octobre 1940 et n'ont jamais été réactivés |
| Les données manquantes sont à compléter. |                  |                                                |                          | |

## Composition
Le canton de Saint-Agrève regroupait sept communes. 

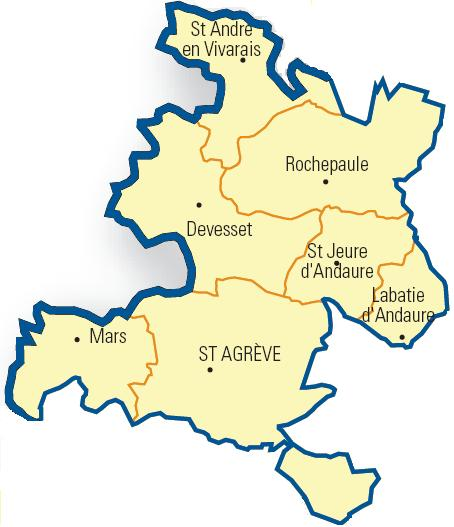
Carte du canton

| Nom                      | Code Insee | Intercommunalité       | Superficie (km2) | Population (dernière pop. légale) | Densité (hab./km2) |
| ------------------------ | ---------- | ---------------------- | ---------------- | --------------------------------- | ------------------ |
| Saint-Agrève (chef-lieu) | 07204      | CC Val'Eyrieux         | 48,56            | 2 473 (2014)                      | 51                 |
| Devesset                 | 07080      | CC Val'Eyrieux         | 29,24            | 288 (2014)                        | 9,8                |
| Labatie-d'Andaure        | 07114      | CC du Pays de Lamastre | 9,93             | 217 (2014)                        | 22                 |
| Mars                     | 07151      | CC Val'Eyrieux         | 18,69            | 268 (2014)                        | 14                 |
| Rochepaule               | 07192      | CC Val'Eyrieux         | 33,34            | 270 (2014)                        | 8,1                |
| Saint-André-en-Vivarais  | 07212      | CC Val'Eyrieux         | 20,48            | 214 (2014)                        | 10                 |
| Saint-Jeure-d'Andaure    | 07249      | CC Val'Eyrieux         | 13,28            | 109 (2014)                        | 8,2                |

## Démographie
| 1962  | 1968  | 1975  | 1982  | 1990  | 1999  | 2006  | 2011  | 2012  |
| ----- | ----- | ----- | ----- | ----- | ----- | ----- | ----- | ----- |
| 5 409 | 4 955 | 4 576 | 4 355 | 4 124 | 4 051 | 3 985 | 3 926 | 3 930 |